# Каллигарис, Новелла
Новелла Каллигарис (итал. Novella Calligaris; род. 27 декабря 1954, Падуя, Венеция) — итальянская пловчиха, чемпионка мира 1973 года на дистанции 800 м вольным стилем, трёхкратный призёр летних Олимпийских игр 1972 года.

## Биография

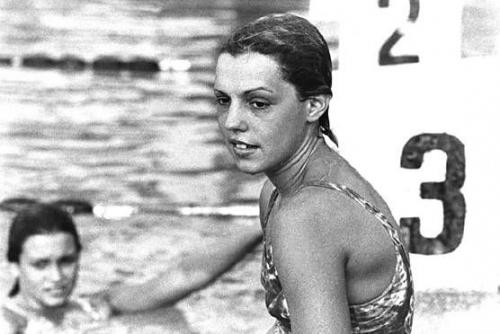

Новелла Каллигарис родилась в 1954 году в Падуе. Занималась плаванием с 4-летнего возраста. Её старший брат Мауро (1952—2000) также стал пловцом и участвовал в летних Олимпийских играх 1972 года. В 13-летнем возрасте Новелла выступила на летних Олимпийских играх 1968 года на дистанциях 200, 400 и 800 м вольным стилем, однако не заняла призовых мест. На Средиземноморских играх 1971 года в Измире Каллигарис одержала победу на дистанциях 400 м вольным стилем и 200 м комплексным плаванием.
На летних Олимпийских играх 1972 года Каллигарис завоевала медали во всех дисциплинах, в которых участвовала. Она заняла второе место на дистанции 400 м вольным стилем, уступив австралийке Шейн Гоулд, и третьи места на дистанциях 800 м вольным стилем и 400 м комплексным плаванием. На чемпионате мира по водным видам спорта 1973 года Каллигарис победила на дистанции 800 м вольным стилем, а также завоевала две бронзовые медали. Тогда же она установила мировой рекорд 8:52.973 на дистанции 800 м вольным стилем.
На чемпионате Европы 1974 года Каллигарис завоевала две медали. После этого 19-летняя спортсменка завершила карьеру на международном уровне. За свою карьеру Каллигарис установила 82 рекорда Италии и 21 рекорд Европы на различных дистанциях, завоевала 36 титулов в Италии.
В дальнейшем Каллигарис была тренером клуба Guistiniana Sports Club и юношеской сборной Италии. В 1986 году она была включена в Зал Славы мирового плавания. Каллигарис также занималась спортивной журналистикой и политикой. Баллотировалась на Парламентских выборах в Италии 1994 года по партийным спискам Пакта Сеньи от Лигурии, однако не была избрана.